# Felipe Vega-Arango Alonso
Felipe Vega-Arango Alonso   (Gijón, 1977) és un entrenador de futbol espanyol que va dirigir per primera vegada la selecció de futbol de les Illes Salomó el 2017.

## Trajectòria
Va assumir el càrrec de director tècnic de la Federació de Futbol de les Illes Salomó el març de 2017, després d'enviar el seu currículum a diverses associacions de futbol d'arreu del món. Vega-Arango va ocupar conjuntament el càrrec d'entrenador de la selecció nacional del país, guanyant també el seu primer partit a càrrec amb una victòria per 3-2 sobre Papua Nova Guinea a la fase de grups de les fases de classificació per a la Copa del Món de la FIFA 2018. Posteriorment, va obtindre un altre triomf per 2-1 sobre el mateix rival.
Abans del partit decisiu de la Confederació de Futbol d'Oceania contra Nova Zelanda per a entrar a la Copa Mundial de la FIFA 2018, va declarar que els seus jugadors estaven preparats per a la ronda, només per perdre davant els All Whites per 6-1. Tot i dir que les possibilitats de guanyar per un marge de cinc gols a l'anada següent eren baixes, Vega-Arango va mantindre que l'objectiu era guanyar la segona volta. Al final, aconseguiren un empat per 2-2.
Arango va ser nomenat novament com a entrenador en cap de la selecció de futbol de les Illes Salomó el juny de 2021.
Vega-Arango és fill de Manuel Vega-Arango, expresident de l'Sporting de Gijón.